# Marquesado de San Lorenzo de Valle Umbroso
El marquesado de San Lorenzo de Valle Umbroso es un título nobiliario español creado el 26 de marzo de 1687 por el rey Carlos II a favor de Diego de Esquivel y Jaraba (o Xaraba), caballero de la Orden de Santiago y vecino del Cuzco, en atención a los servicios prestados por sus antepasados a la conquista del Perú.

## Origen
En 1540 el joven Rodrigo de Esquivel parte para el Nuevo Mundo y se asienta en el Cuzco junto con Gonzalo Pizarro. Rodrigo rápidamente comenzó a cosechar éxitos y puestos en este mundo que se estaba construyendo, se encargó de la visita de Chucuito en 1549, además de recibir la encomienda de Quispicanchis en 1554 y las de Acos, Acopia, Cangalla, Coscoja, Quillispata y Sangarará en 1556. Llegó a ser corregidor de Arequipa y justicia mayor del Cuzco en 1571. Se destacó en el Cabildo del Cuzco, llegando a ser regidor perpetuo. Regresó a Sevilla para los desposorios, la elegida fue Leonor Zúñiga y Cabrera hija de Álvaro Zúñiga y Pilar Cabrera, natural de Sevilla, descendientes por apellido de la alta nobleza navarra. Días después de la boda los esposos marchaban al Cuzco para no volver a ver España nunca más, su vida y su linaje quedaba arraigado en el Perú. Rodrigo murió en el Cuzco en 1581, bajo el reinado de Felipe II y dejando un heredero por nombre también Rodrigo que continuaría la estirpe.
Rodrigo de Esquivel y Zúñiga continuó engrandeciendo el patrimonio de familia mandando construir en Lima la actualmente llamada «Casa de Pilatos» sobre planos del jesuita Ruiz Portillo. Su hijo y de su esposa Petronila de Cáceres, Rodrigo de Esquivel y Cáceres, fue investido caballero de la Orden de Santiago, casando con María Jaraba (o Xaraba) y Solier de Cabrera, de la que tuvo cuatro hijas y un solo hijo varón el 24 de junio de 1635, al que llamaron Diego.

## Sede principal

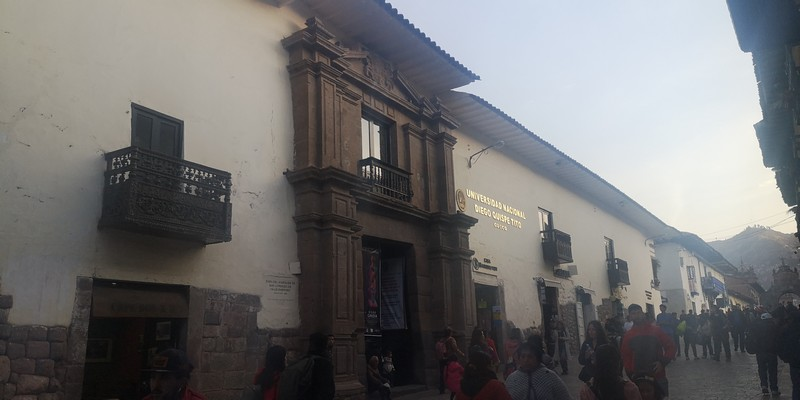
Frontis de la casa del marqués de Valleumbroso en el Cusco

En 1670, Diego de Esquivel y Jaraba, I marqués de San Lorenzo de Valle Umbroso adquirió por herencia el solar que había sido entregado en 1535 a Pedro Luis  de Cabrera y que en 1560 adquirió su antepasado Rodrígo de Esquivel y Zúñiga. En dicho solar ubicado en la ciudad del Cusco, Perú, se construyó la Casa de los marqueses de San Lorenzo de Valle Umbroso que se convirtió en la sede del marquesado hasta 1780 cuando Ana Micaela Bravo del Ribero y Zavala, viuda del quinto marqués de San Lorenzo de Valle Umbroso, se trasladó a la Casa de Pilatos en capital del Virreinato del Perú.

## Marqueses de San Lorenzo de Valle Umbroso
- Diego de Esquivel y Jaraba (24 de junio de 1635-Lima 03-Ene-1708) I marqués de San Lorenzo de Valle Umbroso, caballero de Santiago, alcalde y procurador general.[4]

Casó con Guiomar de Navia Salas y Valdés (5 de octubre de 1654-1712).
- Diego de Esquivel y Navia (c. 1672-c. 1730) II marqués de San Lorenzo de Valle Umbroso[4] y caballero de la Orden de Alcántara.

Casó con Josefa Spínola y Pardo de Figueroa (n. 1713).
- Petronila Ignacia de Esquivel y Espínola   (m. 14 de mayo de 1738) III marquesa de San Lorenzo de Valle Umbroso.[6]

Casó el 3 de junio de 1736 con José Agustín Pardo de Figueroa y Lujan Vázquez de Acuña (Lima, 21 de febrero de 1695-Cuzco 22 de junio de 1747). caballero de Santiago (1734) y corregidor de Cuzco (1742). Sucedió su hija:
- Mariana Pardo de Figueroa y Esquivel (n. 1738) IV marquesa de San Lorenzo de Valle Umbroso.[6]

Casó el 25 de julio de 1751 con Tadeo Martín Zavala y Vázquez de Velasco  (3 de noviembre de 1727-1751) caballero de Santiago y contador mayor de la Santa Cruzada (Lima)).
- Pedro Nolasco de Zavala y Pardo de Figueroa  (21 de noviembre de 1761-8 de enero de 1781) V marqués de San Lorenzo de Valle Umbroso[a] y contador mayor del Reino de Perú.

Casó el 18 de diciembre de 1777 con Ana Micaela Bravo del Rivero y Zavala (n. 4 de junio de 1754) Sucedió en 1797 su hijo:
- Pedro José de Zavala y Bravo del Ribero (Lima 7 de enero de 1779-1850) VI marqués de San Lorenzo de Valle Umbroso[9] y caballero de la Orden de Calatrava.

Casó, el 29 de enero de 1804, con Grimanesa de la Puente y Bravo de Lagunas (Lima 10 de septiembre de 1788-21 de septiembre de 1840), II marquesa de la Puente y Sotomayor grande de España, IV marquesa de Torreblanca y V condesa de Villaseñor.
- Juan de Zavala y de la Puente (Lima 19 de enero de 1804-29 de septiembre de 1879)  VII marqués de San Lorenzo de Valle Umbroso,[10] I marqués de Sierra Bullones, III marqués de La Puente y Sotomayor, V marqués de Torreblanca, VI conde de Villaseñor, caballero de la Orden del Toison de Oro y caballero de la Orden de Carlos III.

Casó con María del Pilar Guzmán y de la Cerda (Valencia, 4 de mayo de 1811-Madrid, 4 de abril de 1901), XVIII condesa de Oñate, XVI condesa de Paredes de Nava, XXIV duquesa de Nájera, XI marquesa de Montealegre, XIII condesa de Castronuevo, y XIX condesa de Treviño, tres veces grande de España. En 15 de julio de 1866, sucedió, por cesión, su hija:
- María Grimanesa Zavala y Guzmán (Madrid 16 de noviembre de 1846-Madrid, 26 de junio de 1937), VIII marquesa de San Lorenzo de Valle Umbroso[10][11] y dama de la Orden de María Luisa.

Casó, en Madrid el 7 de noviembre de 1866, con Juan Larios y Enríquez (n. Málaga, 18 de junio de 1846) caballero del Solar de Tejada. Sucedió su nieto, hijo de Juan Larios y Zavala (Málaga 30 de enero de 1888-Alicante 15 de junio de 1938) y de su esposa, Mercedes Gil-Delgado y Agrela (Zarauz, 2 de agosto de 1903-Madrid, junio de 1990).
- Juan Larios y Gil-Delgado (Madrid 29 de junio de 1924-Madrid 5 de febrero de 2010) IX marqués de San Lorenzo de Valle Umbroso.[12]

Casó, en Madrid el 28 de octubre de 1969, con Pilar Stembert y Rivilla. En 2013, sucedió su hermana:
- Mercedes Larios y Gil-Delgado (Madrid, 10 de enero de 1923-Madrid, 27 de febrero de 2018) X marquesa de San Lorenzo de Valle Umbroso.[13]

Casó, en Madrid el 24 de enero de 1956, con José Moradillo y Zaldúa (Bilbao, 4 de enero de 1915-Madrid, 4 de diciembre de 1975).
- Inés Moradillo y Larios (n. Madrid, 13 de mayo de 1958) XI marquesa de San Lorenzo de Valle Umbroso.[14]

Casó, en Madrid el 22 de julio de 1983, con José Carlos Gil Ferrero (n. Madrid 20 de diciembre de 1956).